# Списък със синглите номер 1 на Bulgarian National Top 40 (2010)
Това е списък със синглите, достигнали до първа позиция в класацията Bulgarian National Top 40 за 2010 година.
- Риана – Russian Roulette
  - 2 седмици (27 декември 2009 – 9 януари)
- Миро
  - 1 седмица (10 януари – 16 януари)
- Лейди Гага – Bad Romance
  - 10 седмици (17 януари – 27 март)
- Графа – Оставяш следи
  - 1 седмица (28 март – 3 април)
- Тимбаленд с участието на Соши – Morning After Dark
  - 1 седмица (4 април – 10 април)
- Риана – Rude Boy
  - 2 седмици (4 април – 24 април)
- Тимбаленд с участието на Кейти Пери – If We Ever Meet Again
  - 1 седмица (25 април – 1 май)
- Миро
  - 2 седмици (2 май – 15 май)
- Риана – Rude Boy
  - 3 седмици (16 май – 5 юни)
- Лейди Гага с участието на Бионсе – Telephone
  - 1 седмица (6 юни – 12 юни)
- Ъшър с участието на will.i.am – OMG
  - 5 седмици (13 юни – 17 юли)
- Кеша – Your Love is My Drug
  - 2 седмици (13 юни – 31 юли)
- Риана – Te Amo
  - 3 седмици (1 август – 21 август)
- Галя – Другата част
  - 1 седмица (22 август – 28 август)
- Ъпсурт и Лора Караджова – Мрън, мрън
  - 2 седмици (29 август – 11 септември)
- Yolanda Be Cool с участието на DCUP – We No Speak Americano
  - 2 седмици (12 септември – 25 септември)